# Sarcophanops samarensis
Sarcophanops samarensis é uma espécie de ave da família Eurylaimidae.
É endémica das Filipinas.
Os seus habitats naturais são: florestas subtropicais ou tropicais húmidas de baixa altitude.
Está ameaçada por perda de habitat.